# 伊藤弥四夫
伊藤 弥四夫（いとう やしお、1929年8月20日 - 2002年2月11日）は、日本の版画家、美術教育者。
秋田県出身。1949年、秋田師範学校卒業。1949年から東京都の公立小学校に教諭として勤める。1958年、池尻小学校勤務時代に全国版画コンクール最優秀校として表彰され、池尻版画として有名になる。1964年、モダンアート展に入賞。1965年、モダンアート展で奨励賞を受賞。1968年、世田谷区教育委員会より教育表彰を受ける。1989年、聖徳大学短期大学部教授。1999年、聖徳大学人文学部教授。
日本教育版画協会常任委員。日本美術教育連合常任委員など、美術教育に関する役職を歴任した。

## 著書
- 『版画教育の考え方と進め方 池尻版画の体系』開隆堂出版 1967
- 『はじめてのクレヨン・パスの絵』開隆堂出版 グリーンブックス 1979
- 『はんがの本 技法と実践』サクラクレパス出版部 1982
- 『草や実で作るくふう』誠文堂新光社 くふうする工作教室 1988
- 『続・はんがの本』サクラクレパス出版部 1988
- 『はん画のくふう』誠文堂新光社 くふうする工作教室 1989
- 『色で遊ぶくふう』誠文堂新光社 造形遊び教室 1990
- 『光や音で遊ぶくふう』誠文堂新光社 造形遊び教室 1991
- 『各種の版による表現』開隆堂出版 実践造形教育シリーズ 1994
- 『はんが』星の環会 子どもが楽しむ造形スクランブル　1996

### 共著
- 『たのしいはんが 1～6ねんせい』編著 岩崎書店 学年別図画工作シリーズ 1979
- 『かんしょう』熊本高工共編著 岩崎書店 1997 学習に役立つ・おもしろ図工教室 3・4年
- 『造形遊び』稲垣達弥共編著 岩崎書店 1997 学習に役立つ・おもしろ図工教室 5・6年

## 注
1. 1 2 3 4 5 6 7 8 9 10 11 12  “伊藤彌四夫先生について”.  学校法人東京聖徳学園. 2022年8月閲覧。
2. ↑  物故画家一覧